# Erich Bagge

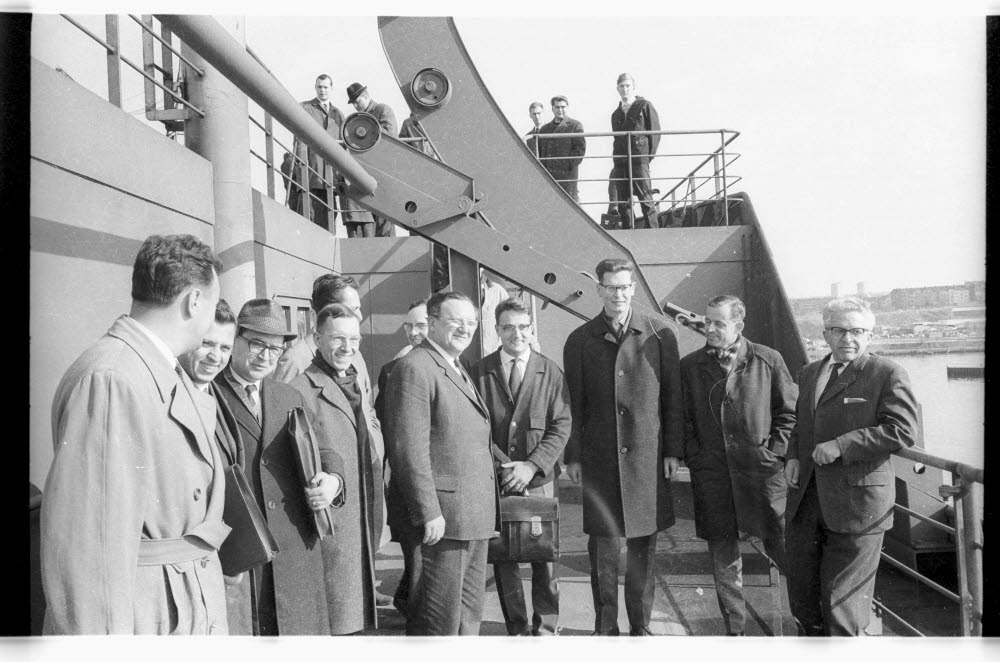
Erich Bagge (5.v.r.) an Bord der im Bau befindlichen Otto Hahn (1966).

Erich Rudolf Bagge (* 30. Mai 1912 in Neustadt bei Coburg; † 5. Juni 1996 in Kiel) war ein deutscher Kernphysiker.

## Leben
Bagge besuchte das Realgymnasium in Sonneberg. Vom 25. September 1928 an gehörte er in seiner Heimatstadt der Ferienverbindung Neapolitania an. Zum 1. Mai 1935 trat er der NSDAP bei (Mitgliedsnummer 3.664.921). Nach dem Studium der Physik in München und Berlin wurde Bagge 1938 bei Werner Heisenberg an der Universität Leipzig mit der Arbeit „Beiträge zur Theorie der schweren Atomkerne“, die an die Dissertation von Hans Euler anschloss, promoviert.
Während des Zweiten Weltkriegs arbeitete er am Kaiser-Wilhelm-Institut für Physik am deutschen „Uranprojekt“. Durch seine Vermittlung gelang es Kurt Diebner, Werner Heisenberg zur Mitarbeit am Uranprojekt, das durch das Heereswaffenamt (HWA) geleitet wurde, zu überreden. Zwischen 1941 und 1943 entwickelte er die Isotopenschleuse, ein Gerät zur Anreicherung von Uran. Diese meldete er im März 1942 zum Patent an (dabei half ihm Erich Habann).
Unmittelbar nach dem Zweiten Weltkrieg war er von den Alliierten im Rahmen der Operation Epsilon zusammen mit neun weiteren Physikern (Kurt Diebner, Walther Gerlach, Otto Hahn, Paul Harteck, Werner Heisenberg, Horst Korsching, Max von Laue, Carl Friedrich von Weizsäcker und Karl Wirtz) in Farm Hall (England) interniert. In dem Buch „Operation Epsilon. Die Farm-Hall-Protokolle oder Die Angst der Alliierten vor der deutschen Atombombe“ sind an vielen Stellen Bagges Äußerungen und Einstellungen wiedergegeben.
Nach dem Krieg wurde er 1948 zum außerordentlichen Professor und Abteilungsleiter des Physikalischen Staatsinstituts an der Universität Hamburg berufen, wo er sich insbesondere mit der Nutzung der Atomenergie für Handelsschiffe beschäftigte. Er gehört 1956 mit Kurt Illies und Kurt Diebner zu den Gründern der Gesellschaft für Kernenergieverwertung in Schiffbau und Schifffahrt GmbH (GKSS) in Geesthacht.
1957 wurde Bagge zum Leiter des von ihm gegründeten Instituts für Reine und Angewandte Kernphysik der Christian-Albrechts-Universität zu Kiel berufen. Er baute dieses Institut in einer Zeit auf, als sich ein großes Potenzial für die friedliche Nutzung der Kernenergie in Deutschland abzuzeichnen begann. In dieser Zeit entwickelte Erich Bagge gemeinsam mit Kurt Diebner zahlreiche Reaktor-Patente, darunter zu schnellen Brütern, zur Plutoniumgewinnung und -abtrennung. Durch Bagge bestand von Beginn an eine enge Verbindung mit dem Forschungsreaktor Geesthacht, den die GKSS später als Trägerorganisation betrieb. Bagge trieb in seinem Institut aber auch die Erforschung der Höhenstrahlung voran, so dass das Kieler Institut für reine und angewandte Kernphysik mit ungezählten Ballonstarts weltweit bekannt wurde.
Der Bau des ersten deutschen mit Atomkraft betriebenen Forschungsschiffs, des Erzfrachters Otto Hahn, wurde von der GKSS ausgeschrieben und 1963 bis 1968 in Kiel ausgeführt. Das Schiff war als Symbol einer „strahlenden“ Zukunft gedacht, blieb aber schließlich das einzige deutsche Schiff mit Kernenergieantrieb.

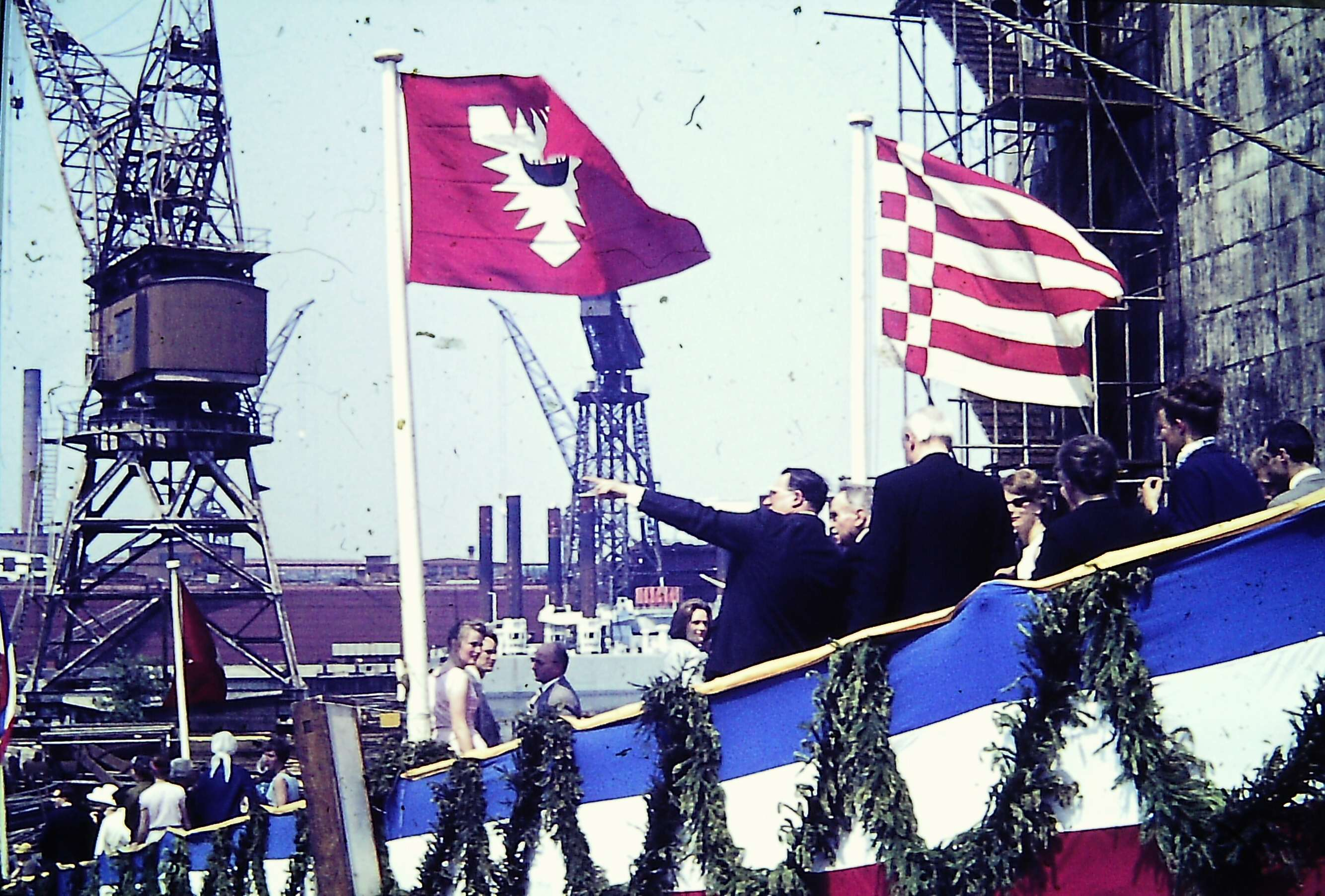
Stapellauf des Erzfrachters Otto Hahn in Kiel.

In einem seiner letzten Interviews, geführt im August 1995 von Eckart Klaus Roloff für den Rheinischen Merkur, erklärte Bagge: „Während des Krieges war es ganz unmöglich, eine Atombombe für Hitler herstellen zu wollen. Wir waren viel zu weit davon entfernt. (...) Hiroshima kam für uns alle völlig überraschend.“ Zu dem Gerücht, der dänische Atomphysiker Niels Bohr sei ein Spion des sowjetischen Geheimdienstes gewesen, sagte Bagge: „Ich halte das für ausgeschlossen, das sind lancierte Spekulationen.“
Für die spätere Zeit erinnerte er daran, dass der seit 1956 amtierende Bundesminister der Verteidigung, Franz Josef Strauß, mit ihm darüber gesprochen habe, ob er, Bagge, in das Ministerium eintreten wolle. „Ohne jedes Zögern“, so Bagge, „habe ich ihm gesagt: Die Atombombe ist für mich eine so schrecklich mörderische, ganz gefährliche Waffe, daß man sie nicht bauen und nicht einsetzen sollte. So kam es, daß ich nie in sein Ministerium eintrat.“ Strauß sprach sich seit 1957 für die atomare Bewaffnung der Bundeswehr aus.

## Bedeutung
Bagge gehörte zu den zehn nach dem Zweiten Weltkrieg internierten Deutschen Kernphysikern in Farm Hall (England) im Rahmen der Operation Epsilon der Alliierten. Er war sowohl experimenteller als auch theoretischer Physiker. Von Bedeutung waren seine Weiterentwicklungen des Funkenzählers, die weltweit in viele Laboratorien Einzug hielten.
Erich Bagge fasste die theoretische Physik nicht als ein festgefügtes Lehrgebäude auf, sondern machte seine Schüler immer wieder darauf aufmerksam, was in der Theorie der Kern- und Astrophysik noch ungeklärt oder gar widersprüchlich war. Er regte seine Studenten sogar zu neuer Theoriebildung an, indem er selbst durchaus gewagte Theorien zur räumlichen Ausdehnung der Elementarteilchen oder gar zur Existenz von Neutrinos ausarbeitete und veröffentlichte. Es ist darum nicht verwunderlich, dass nicht wenige seiner Schüler später weltbekannt wurden wie etwa Joachim Trümper oder Klaus Pinkau.
Eine besondere Anwendung der Kernphysik war Bagges methodische Entwicklung der Kohlenstoffdatierung. Sein Labor für C14 und Massenspektrometrie, das Horst Willkomm nach seiner Promotion bei Bagge aufbaute und leitete, war in zahlreiche Kollaborationen mit archäologischen, geologischen, paläontologischen und klimatologischen universitären und außeruniversitären Instituten eingebunden.
Bagge war 1992 wissenschaftlicher Berater bei dem Fernsehfilm Das Ende der Unschuld. Dabei überließ er dem Stadtarchiv Haigerloch Kopien von Originalarbeiten zur deutschen Kernforschung in der Zeit von 1939 bis 1945.

## Schriften (Auswahl)
- Erich Bagge: Der Massendefekt der Atomkerne und das relativistische Mehrkörperproblem. In: Zeitschrift für Naturforschung. 1, 1946, S. 361–366 (online).
- Gibt es angeregte Zustände bei Elementarteilchen? Bilokale Quantentheorie des Elektrons. In: Zeitschrift für Physik. 1953
- Zusammen mit Kurt Diebner und Kenneth Jay: Von der Uranspaltung bis Calder Hall. Rowohlt, Hamburg 1957 (rde 41)
- Die friedliche Nutzung der Kernenergie für technische Zwecke. In: Schleswig-holsteinisches Innenministerium (Hrsg.): Atom. Wirklichkeit, Segen, Gefahren. Kiel 1960, S. 55–65
- Die Nobelpreisträger der Physik. Ein Beitrag zur Geschichte der Naturwissenschaften. Moos, München 1964
- Die Entstehung der kosmischen Ultrastrahlung und das Expansionsphänomen der Welt. Karl Thieme, München 1966

## Belletristik
- Richard von Schirach: Die Nacht der Physiker. Heisenberg, Hahn, Weizsäcker und die deutsche Bombe. Berenberg 2012, ISBN 978-3-937834-54-2.